# Death Mix 2
Death Mix 2 è un album di Afrika Bambaataa.

## Tracce
1. Death Mix 2
2. Death Mix 2